# 어우하오
어우하오(중국어: 欧豪, 병음: Ou háo, 한자음: 구호, 1992년 9월 23일 ~ )는 중국의 배우, 가수이다. 푸젠성 핑탄현 출신으로, 청춘 영화 《열혈남고》에 출연했다.

## 출연작 목록

### 영화
| 연도 | 제목     | 원제     | 배역   | 비고   |
| ---- | -------- | -------- | ------ | ------ |
| 2017 | 열혈남고 | 青禾男高 | 징하오 | 촬영중 |